# Aleksandr Aniskin
Aleksandr Dmitrijewicz Aniskin (ros. Александр Дмитриевич Анискин, ur. 24 listopada 1918 w Jekaterynosławiu (obecnie Dniepr), zm. 20 lutego 1943 k. Starej Russy w obwodzie nowogrodzkim) – radziecki pilot wojskowy, starszy porucznik lotnictwa, Bohater Związku Radzieckiego (1943).

## Życiorys
Urodził się w rosyjskiej rodzinie robotniczej. Skończył 7 klas szkoły średniej, pracował jako tokarz w zakładzie metalurgicznym, uczył się w aeroklubie w Dniepropietrowsku. Od 1938 służył w Armii Czerwonej, w 1940 ukończył Kaczyńską Wyższą Wojskową Szkołę Lotniczą Pilotów, od 1941 uczestniczył w wojnie z Niemcami. Walczył na Froncie Południowo-Zachodnim, później brał udział w bitwie pod Stalingradem, następnie jako starszy lotnik 32 gwardyjskiego pułku lotnictwa myśliwskiego 210 Dywizji Lotnictwa Myśliwskiego 1 Korpusu Lotnictwa Myśliwskiego 3 Armii Powietrznej w stopniu starszego porucznika lotnictwa walczył na Froncie Kalinińskim. Do lutego 1943 wykonał 295 lotów bojowych i uczestniczył w 105 walkach powietrznych, w których zniszczył 10 samolotów wroga. Podczas walk w rejonie Starej Russy w obwodzie nowogrodzkim strącił jeszcze dwa samoloty wroga, po czym zginął.

## Odznaczenia
- Złota Gwiazda Bohatera Związku Radzieckiego (22 lutego 1943)[1]
- Order Lenina (22 lutego 1943)
- Order Czerwonego Sztandaru (dwukrotnie, 2 lipca 1941 i 23 października 1942)

I medale.